# 弗雷德·施托勒
弗雷德·施托勒（英語：Fred Stolle，1938年10月8日—2025年3月5日），澳大利亚男子网球运动员。他曾获得澳大利亚网球公开赛男子双打冠军、混合双打冠军、法国网球公开赛男子单打冠军、男子双打冠军、温布尔登网球锦标赛男子双打冠军、混合双打冠军、美国网球公开赛男子单打冠军、男子双打冠军與混合双打冠军。